# Port lotniczy Quetzaltenango
Port lotniczy Quetzaltenango (Aeropuerto de Quetzaltenango) – port lotniczy zlokalizowany w mieście Quetzaltenango w Gwatemali.

## Linie lotnicze i połączenia
- Aviones Comerciales de Guatemala (Avcom) (tylko czartery)
- Helicopteros de Guatemala (tylko czartery helikopterów)
- Interjet
- Transportes Aereos Guatemaltecos (Gwatemala, czartery)